# Duncan Village
Mondongo es una villa de Trinidad y Tobago, que forma parte de la región de Penal-Debe.

## Geografía
La villa abarca parte de la isla Trinidad y limita al norte con Green Acres, Les Efforts West, Victoria Village (las tres localidades pertenecientes a la ciudad de San Fernando) y Corinth (localidad perteneciente a la región de Princes Town), al sur con Canaan Village-Palmiste y Esperance Village, al este con Golconda y al oeste con Gulf View (localidad perteneciente a la ciudad de San Fernando) y La Romaine.

## Demografía
Datos demográficos de la villa de Duncan Village:
| Gráfica de evolución demográfica de Duncan Village entre 2000 y 2011 |
|                                                                      |